# Gert Fröbe
Karl Gerhart „Gert” Fröbe (Oberplanitz, ma Zwickau-Planitz, 1913. február 25. – München, 1988. szeptember 5.) német színész.

## Élete és pályafutása

### Magánélete
Fröbe ötször nősült:
- Clara Peter, közös gyermeke:
  - Utz Fröbe (1940–2014).[7]
- Hannelore Görtz (1953 és 1959 között)
- Tatjana Iwanow (1959-től), gyermeke:
  - Andreas Seyferth (* 1945)[8][9]
- Beate Bach (1962 és 1968 között)
- Karin Pistorius, gyermeke:
  - Beate

## Filmszerepei
- 1945: Die Kreuzlschreiber
- 1948: Der Herr vom andern Stern
- 1948: Berliner Ballade
- 1949: Nach Regen scheint Sonne
- 1951: Decision before dawn (Entscheidung vor Morgengrauen)
- 1952: Der Tag vor der Hochzeit
- 1953: Man on a Tightrope (Der Mann auf dem Drahtseil)
- 1953: Halálugrás (Salto mortale)
- 1953: Die vertagte Hochzeitsnacht
- 1953: Ein Herz spielt falsch
- 1953: Arlette erobert Paris
- 1953: Hochzeit auf Reisen
- 1953: Die kleine Stadt will schlafen gehen
- 1954: Morgengrauen
- 1954: Das Kreuz am Jägerstein
- 1954: Mannequins für Rio
- 1954: Das zweite Leben
- 1954: Ewiger Walzer
- 1955: Special Delivery (Vom Himmel gefallen )
- 1955: Sötét csillag (Der dunkle Stern)
- 1955: Értük éltem (Ich weiß, wofür ich lebe)
- 1955: Bizalmas jelentés (Mr. Arkadin / Herr Satan persönlich)
- 1955: A hősök elfáradtak (Les héros sont fatigués)
- 1955: Das Forsthaus in Tirol
- 1956: Ein Mädchen aus Flandern
- 1956: Ein Herz schlägt für Erika
- 1956: Waldwinter
- 1956: Robinson nem halhat meg (Robinson soll nicht sterben)
- 1957: Akinek meg kell halnia (Celui qui doit mourir)
- 1957: Tájfun Nagaszaki felett (Typhon sur Nagasaki)
- 1957: Der tolle Bomberg
- 1957: Das Herz von St. Pauli
- 1957: Échec au porteur (Es geschieht Punkt 10... / Polizeiaktion Dynamit)
- 1957: Kavaliere
- 1958: Grabenplatz 17
- 1958: Das Mädchen Rosemarie
- 1958: A volgai hajós (I battelieri del Volga / Wolgaschiffer)
- 1958: Nedves aszfalt (Nasser Asphalt)
- 1958: Az ígéret - Fényes nappal történt (Es geschah am hellichten Tag)
- 1958: A nevelő (Der Pauker)
- 1958: Das Mädchen mit den Katzenaugen
- 1958: Kavaliere (Charmants garçons)
- 1959: A mesterdetektív (Nick Knattertons Abenteuer)
- 1959: Jons und Erdme
- 1959: Menschen im Hotel
- 1959: Am Tag, als der Regen kam
- 1959: Und ewig singen die Wälder
- 1959: Der Schatz vom Toplitzsee
- 1959: Alt Heidelberg
- 1959: Ihr Verbrechen war Liebe
- 1960: Das kunstseidene Mädchen
- 1960: Soldatensender Calais
- 1960: Dr. Mabuse ezer szeme (Die 1000 Augen des Dr. Mabuse)
- 1960: Bis dass das Geld Euch scheidet…
- 1960: Die Nacht der Liebenden (Le bois des amants)
- 1960: Der Gauner und der liebe Gott
- 1961: Der grüne Bogenschütze
- 1961: Im Stahlnetz des Dr. Mabuse
- 1961: Via Mala
- 1961: Auf Wiedersehen
- 1962: A leghosszabb nap (The Longest Day)
- 1962: Die Rote
- 1962: Das Testament des Dr. Mabuse
- 1963: A gyilkos (Le Meurtrier / Der Mörder)
- 1963: Heute kündigt mir mein Mann
- 1963: Koldusopera (Die Dreigroschenoper); J.J. Peachum
- 1963: Heißes Pflaster (Peau de banane)
- 1964: Százezer dollár a napon (Centomila dollari al sole) / 100.000 Dollar in der Sonne
- 1964: Tonio Kröger
- 1964: Az aranycsempész (Échappement libre)
- 1964: Goldfinger
- 1965: Szélvihar Jamaicában (A High Wind in Jamaica / Sturm über Jamaika)
- 1965: Azok a csodálatos férfiak a repülő masináikban (Those Magnificent Men in Their Flying Machines)
- 1965: Szerelmi körhinta (Das Liebeskarussell)
- 1966: Egy kis bunyó Párizsban (Du rififi à Paname)
- 1966: Ganovenehre
- 1966: Párizs ég? (Paris brûle-t-il? / Brennt Paris?)
- 1967: Caroline, drágám (Caroline chérie / Schön wie die Sünde)
- 1967: Keresztül-kasul (Triple Cross / La fantastique histoire vraie d’Eddie Chapman)
- 1967: J’ai tué Raspoutine (Ich tötete Rasputin)
- 1967: Rakéta a Holdra (Jules Verne’s Rocket to the Moon / Tolldreiste Kerle in rasselnden Raketen)
- 1968: Csodakocsi (Chitty Chitty Bang Bang)
- 1969: Azok a csodálatos férfiak (Monte Carlo or Bust!)
- 1971: Dollars/$
- 1972: Ludwig II.
- 1973: Morgenstern am Abend (TV-film)
- 1974: Der Räuber Hotzenplotz
- 1974: Dix petits nègres (Ein Unbekannter rechnet ab)
- 1974: Nuits rouges (Der Mann ohne Gesicht )
- 1975: Docteur Justice (Die Öl-Piraten)
- 1975: Mein Onkel Theodor oder Wie man im Schlaf viel Geld verdient
- 1976: Sonntagsgeschichten (TV-film)
- 1976: Die Schuldigen mit den sauberen Händen (TV-film)
- 1977: Das Gesetz des Clans
- 1977: Kígyótojás (Das Schlangenei / The Serpent’s Egg)
- 1977: Tod oder Freiheit
- 1977: A viharlovas (Der Schimmelreiter)
- 1978: Der Tiefstapler
- 1979: Vérvonal (Barry Sheldon’s Bloodline)
- 1980: Esernyőtrükk (Le coup du parapluie)
- 1981: Nőrablás (Der Falke)
- 1981: Ein sturer Bock (TV-film)
- 1981: Sternstunde (Parcelle brillante, TV-film)
- 1982: Der Garten (TV-film)
- 1982: Der Raub der Sabinerinnen (TV-film)
- 1984: August der Starke (TV-film)
- 1984: Alte Sünden rosten nicht (TV-film)
- 1986: The Little Vampire (Der kleine Vampir, TV-sorozott)
- 1988: A klinika (Die Schwarzwaldklinik)